# Зејн Малик
Зејн Џавад Малик (енгл. Zain Javadd Malik; Бредфорд, 12. јануар 1993), познат по имену Зејн (енгл. Zayn), британски је пјевач и текстописац. Тренутно је један од најпопуларнијих и најплаћенијих умјетника у музичкој индустрији.
Рођен је и одгојен у Бредфорду, а од малих ногу је имао жељу за музичком каријером. Пријавио се на аудицију за Икс Фактор (УК) 2010, као соло пјевач, те су га избацили. Враћен је у емисију са још четири учесника, формирајући бенд One Direction. Током времена које је провео у групи, избацили су четири успјешна албума.
Потписао је уговор за соло каријеру, растајући се од бенда у марту 2015. Усвојио је Р&Б музички стил и избацио албум „Mind of Mine” 2016. Његов главни сингл је „Pillowtalk”. Он је први британски соло умјетник који је на почетку каријере постао број један у УК и САД.

## Ранији живот
Зеин Џавад Малик је рођен 12. јануара 1993. у Бредфорду, Западни Јоркшир, Енглеска. Његов отац, Јасер Малик (енгл. Yaser Malik), је британско-пакистанског поријекла, а његова мајка, Триша Бренан Малик (енгл. Tricia Brannan Malik) је Британка, са ирским коријенима. Мајка му се окренула исламској вјери због брака. Има једну старију сестру, Донију (енгл. Doniya), и двије млађе сестре, Волиху (енгл. Waliyha) и Софау (енгл. Safaa). Одгојен је у породици радничке класе.
Дјетињство је провео у јужном дијелу Бредфорда. Одрастао је слушајући музику његовог оца, претежно Р&Б и хип хоп. У средњој школи је почео реповати и наступати на позорници. Од 15. до 17. године се бавио боксом. Прије него се окушао у музичкој каријери, планирао је постати професор енглеског језика.

## Каријера

### (2010—2015): X Factor i One Direction
Седамнаестогодишњи Зејн је 2010. године отишао на кастинг за Икс Фактор у Манчестеру, гдје је прошао у сљедећи круг. У задњем кругу емисије је елиминисан, а затим су га судије груписале са Лијамом Пејном (енгл. Liam Payne), Харијем Стајлсом (енгл. Harry Styles), Лујем Томлинсоном (енгл. Louis Tomlinson) и Најалом Хораном (енгл. Niall Horan) у бенд „One Direction”. Група је убрзо стекла велику популарност у Уједињеном Краљевству, завршивши на трећем мјесту. Потписали су уговор са издавачком кућом Сајмона Кауела (енгл. Simon Cowell). Затим су потписали уговор у Сјеверној Америци са ”Колумбија Рекордс” (енгл. Columbia Records).

### (2015- ):„Mind of Mine”
У марту 2015. године, Малик је виђен у студију. Након одласка из бенда, циљао је на соло каријеру. Исте године је избачен демо његове пјесме „I Won't Mind”. У јуну те године избачена је његова друга пјесма, „No Type”. Такође је радио и са реперима Крептом и Конаном (енгл. Krept & Konan), али материјал никад није избачен. Иако те пјесме нису избачене, он је задобио велику публику у Уједињеном Краљевству.
До јула 2015. потписао је уговор за снимање са ”РЦА Рекордс” (енгл. RCA Records). Касније те године, Малик је имао доста интервјуа у којима је причао о његовом соло албуму, откривајући дио његове листе пјесама. Водећи сингл албума „Pillowtalk” је избачен у јануару 2016. Послије њега је избачена пјесма „Like I Would”. Крајем фебруара су избачени ремикси пјесама „Pillowtalk (Lil Wayne Remix)” и „Back to Sleep”.
Албум је избачен у марту 2016. године, који укључује пјесме написане од Зејна и тима професионалних текстописаца. Сведено је на 46 пјесама за које је сматрао прикладним за албум. На једној пјесми је сарађивао са америчком Р&Б пјевачицом Келани (енгл. Kehlani). Жанрови албума су Р&Б, алтернативни Р&Б и многи други. Примио је позитивне критике музичких критичара, са похвалом упућеној Маликовом новом музичком усмјерењу и вокалима, као и музичкој продукцији албума.
„Mind of Mine” је дебитовао у многим земљама, као што су Уједињено Краљевство, Аустралија, Канада, Нови Зеланд, Норвешка, Шведска и САД.
У јулу 2016. избачена је пјесма „Cruel” на којој су сарађивали Зејн и британски продукцијски тим, „Снејкхипс” (енгл. Snakehips). При крају 2016. године, Тејлор Свифт и Зејн су избацили заједнички сингл „I Don't Wanna Live Forever”, за музику филма „Педесет Нијанси Мрачније” (енгл. Fifty Shades Darker). Зејн је избацио сингл „Still Got Time” у сарадњи са „ПартиНекстДор” (енгл. PartyNextDoor) 24. марта 2017. године.

## Модна каријера
Дебитовао је у индексу ”Модног Бизниса” (енгл. The Business of Fashion), који профилише најутицајније људе у модној индустрији. Јануара 2017. је избацио колекцију обуће са дизајнером Ђузепе Занотијем (итал. Giuseppe Zanotti). У колекцији се налазе четири пара - два пара патика и чизама. У фебруару исте године, имао је кампању за Версаче љетњу колекцију 2017. Истог мјесеца био је домаћин коктел забаве за Моду (енгл. Vogue) током седмице моде у Паризу. Донатела Версаће (енгл. Donatella Versace), главни пројектант Версаћа, поставила је Зејна као креативног директора за мушку и женску колекцију која је названа ”Зејн x Версус” (енгл. Zayn x Versus). Одржаће се у мају 2017. године.

## Јавни имиџ
Био је познат као бредфордски лоши момак One Direction-a, због његовог несташног понашања, скандала, многоројних тетоважа, графити умјетности и рокерских фризура. И прије Икс Фактора био је велики фан тетоважа. Своју прву тетоважу је објавио на твитеру, а тетовирао је име свог деде са мајчине стране на арапском језику: والتر (Волтер). Послије тога је направио још безброј тетоважа.
Био је 27. на листи ”најзгоднијих мушкараца” у магазину „Гламур” (енгл. Glamour) 2011. године. Изгласан је за ”најбоље обученог мушкарца” британског магазина GQ 2014, док је 2015. изгласан за ”најзгоднијег мушкарца у поп музици” од стране британске радио мреже „Капитал” (енгл. Capital). Исте године је изгласан за ”најзгоднијег Азијца свијета” на свјетској анкети ”Истерн Ај-а” (енгл. Eastern Eye). Био је други у анкети манчестерске Краун клинике (енгл. Crown Clinic) - ”топ десет најзгоднијих нежења свијета”. Заузео је шесто мјесто на ”МТВ” листи ”50 најзгоднијих мушкараца”. Сврстао се као пети на Гламуровој листи ”100 најзгоднијих мушкараца” 2016. године. Магазин „Форбс” (енгл. Forbes) је процијенио да његове друштвене мреже имају преко 50 милиона корисника. Поново је изгласан за ”најзгоднијег Азијца свијета” 2016. године у свјетској анкети ”Истерн Ај-а”.

## Умјешност
Одрастао је под утицајем Р&Б, хип хоп, реге и џез музике. Прије него што је постао дио One Direction-a, планирао је да постане соло Р&Б пјевач. Његова соло музика тежи ка Р&Б и алтернативном Р&Б стилу. Посједује широк вокални спектар тенора. Такође може постићи веома високе тонове са својим гласом.

## Приватни живот
Почетком 2012. године, Зејн је почео излазити са пјевачицом бенда Литл Микс (енгл. Little Mix), Пери Едвардс (енгл. Perrie Edwards). Заручили су се 2013. године, да би 4. августа 2015. Зејнов представник потврдио њихов раскид. Од 2016. је у вези са Ђиђи Хадид. Заједно су сарађивали на издању магазина Вог за мај 2016. године.
Зејн је муслиман. Говори енглески и урду језик, а може читати и арапски. Био је на мети исламофоба, тако да је обрисао твитер налог у 2012. години. Током конфликта између Израела и Газе 2014. Зејн је поставио подржавајући коментар за Палестину на твитеру, због ког је добио безброј љутитих коментара и пријетњи смрћу. Од тада је избјегавао јавно изражавање политичких ставова.
Званични је амбасадор британско-азијске хуманитарне групе, која тежи ка побољшању живота угрожених људи у јужној Азији. Са његовим пријашњим бендом је прикупио потребна средства за Африку у сарадњи са Комик Рилифом (енгл. Comic Relief). У марту 2016. године је сиромашној дјеци у Бредфорду омогућио да гледају фудбал.

## Дискографија

### Албуми
- Mind of Mine (25. март 2016)
- Icarus Falls (14. децембар 2018)

### Синлгови
- I Won't Mind
- No Type
- Back to Sleep (5. новембар 2015)
- Pillowtalk (29. јануар 2016)
- It's You (18. фебруар 2016)
- Befour (17. март 2016)
- Like I Would (24. мај 2016)
- Wrong (7. јун 2016)
- Cruel (15. јул 2016)
- Freedun (2. септембар 2016)
- I Don't Wanna Live Forever (9. децембар 2016)
- She
- Drunk
- Rear View
- Fool for You
- TIO
- Who
- Golden
- Do Something Good
- Blue
- Truth
- Borderz
- Bright
- Intermission: Flower (Урду)
- Lucozade
- She Don't Love Me
- Still Got Time (24. март 2017)

## Филмографија
| Година | Српски назив                 | Изворни назив | Улога | Напомена                             |
| ------ | ---------------------------- | ------------- | ----- | ------------------------------------ |
| 2010.  | Икс Фактор (УК)              | '             | Он    | такмичар (седмо издање)              |
| 2012.  | АјКарли                      | '             | Он    | гост (сезона 6, епизода 2)           |
| 2012.  | Суботње вече уживо           | '             | Он    | музички гост (сезона 37, епизода 18) |
| 2013.  | Ван Дирекшн: Ово смо ми      | '             | Он    |                                      |
| 2013.  | Суботње вече уживо           | '             | Он    | музички гост (сезона 39, епизода 8)  |
| 2014.  | 'Гдје смо ми – Филм концерта | '             | Он    |                                      |
| 2014.  | Суботње вече уживо           | '             | Он    | музички гост (сезона 40, епизода 10) |
| 2014.  | Ван Дирекшн: ТВ специјал     | '             | Он    |                                      |
| 2014.  | Суботње вече уживо           | '             | Он    | музички гост (сезона 40, епизода 10) |
| 2016.  | Вечерњи шоу Џими Фелона      | '             | Он    | музички гост (епизода 419)           |
| 2016.  | Вечерњи шоу Џими Фелона      | '             | Он    | музички гост (епизода 420)           |
| 2016.  | Глас                         | '             | Он    | музички гост (сезона 10, финале)     |
| 2018.  | Оушнових 8                   | '             | Он    | Камео                                |

## Галерија
- Хари и Зејн
- Лијам и Зејн
- Најал и Зејн
- Луј и Зејн